# Борго Сан Далмацо
Бо̀рго Сан Далма̀цо (на италиански: Borgo San Dalmazzo; на пиемонтски: Ël Borgh San Dalmass, Ъл Борг Сан Далмас, на окситански: Lo Borg San Dalmatz, Ло Борг Сан Далмац) е град и община в Северна Италия, провинция Кунео, регион Пиемонт. Разположен е на 636 m надморска височина. Населението на общината е 12 635 души (към 2010 г.).